# Sunset Carson
Sunset Carson (12 de noviembre de 1920-1 de mayo de 1990) fue un actor estadounidense, intérprete de filmes western de serie B en las década de 1940.

## Inicios
Su verdadero nombre era  Winifred Maurice Harrison, y nació en Gracemont, Oklahoma. Sus padres eran Maurice Greely Harrison y Azalee Belle McAdams, y siendo niño se trasladó a vivir a Plainview, Texas.
En su juventud Carson fue un experto jinete de rodeo. Por ello, durante un tiempo trabajó en un espectáculo western propiedad del actor cowboy Tom Mix. En 1940 viajó a Sudamérica, donde estuvo dos años compitiendo en rodeos. Tras su vuelta a los Estados Unidos, hizo pequeños papeles en los filmes de 1943 Stage Door Canteen y en el de 1944 Janie, apareciendo en ambos con el nombre de "Michael Harrison". Su trabajo llamó la atención del ejecutivo de Republic Pictures Lou Grey, por lo que firmó un contrato con la productora, que le dio su propia serie de westerns de serie B, y le cambió su nombre por el de "Sunset Carson".

## Fama y cenit de su carrera
Dos años después, Carson estaba en la lista de las diez estrellas western con mayores ingresos. Trabajaba con un caballo llamado "Cactus", y protagonizó una serie de filmes de cierto éxito. En 1944 protagonizó Bordertown Trail, Code of the Prairie, y Firebrands of Arizona, junto a Smiley Burnette. La cima de su carrera llegó en 1945, siendo su primer rodaje del año Sheriff of Cimarron. A este título siguieron Sante Fe Saddlemates, Bells of Rosarita, Oregon Trail, Bandits of the Badlands, Rough Riders of Cheyenne y The Cherokee Flash. 
Carson empezó 1946 con fuerza, interpretando Days of Buffalo Bill, Alias Billy the Kid, The El Paso Kid, Red River Renegades, y Rio Grande Raiders. Sin embargo, a finales de año surgieron problemas entre el actor y Republic Pictures. Él afirmaba que las diferencias se debían al contrato, pero la productora sostenía que Carson fue despedido por el creador y directivo de Republic, Herbert Yates, tras acudir el actor intoxicado a un rodaje en compañía de una menor de edad. A partir de ese momento ya no consiguió grandes éxitos como actor.

## Últimos años
En 1948 trabajó para otra compañía en Fighting Mustang, Deadline y Sunset Carson Rides Again. En 1949 rodó Rio Grande, y en 1950 fue protagonista por última vez, en el film Battling Marshal. Al siguiente año su carrera como primer actor había finalizado. En años posteriores únicamente consiguió pequeños papeles. Sin embargo, en 1972 tuvo una actuación de mayor importancia, en la película de serie B The Marshal of Windy Hollow, producción en la que participaban diversos antiguos actores del western, entre ellos Ken Maynard, Tex Ritter, y Bill Cody, Jr.. Después tuvo una pequeña actuación en Seabo (1978), y en el film de ciencia ficción de 1985 Alien Outlaw. 
Además, durante cinco años hizo giras con el "Tommy Scott's Country Music Circus". Su último papel conocido fue en el primer episodio de la serie televisiva Simon & Simon, en 1985. 
A lo largo de su vida se casó en cinco ocasiones. Los cuatro primeros matrimonios, con Patricia Hussey, Betty Price, Dorothy Shockley y Margaret Nesbitt, acabaron todos en divorcio. Su último matrimonio, con Jean Davis, tuvo lugar en 1989. 
Se retiró a Reno (Nevada), donde falleció en 1990. Fue enterrado en el cementerio Highland Memorial Gardens de Jackson, Tennessee.